# Ліга чемпіонів ОФК
Ліга чемпіонів ОФК (англ. OFC Champions League) — щорічний клубний футбольний турнір, що проводиться Конфедерацією футболу Океанії (ОФК). Турнір також називають О-ліга (англ. O-League) за аналогією з А-лігою, Джей-лігою та ін. До 2007 року ОФК проводила Клубний чемпіонат Океанії (англ. Oceania Club Championship).

## Історія
Перший офіційний розіграш проводився у вигляді одиночного матчу між командами чемпіонами Австралії та Нової Зеландії, і відбувся 1987 року. Переможцем став чемпіон Австралії — Аделаїда Сіті.
Після 12 річної паузи ОФК організувала Клубний чемпіонат Океанії. В січні 1999 року турнір був проведений в містах Нанді та Лаутока на островах Фіджі. Участь у ньому взяли 9 команд. Переможцем стала австралійська команда Саут Мельбурн.
2007 року ОФК вирішила змінити формат і назву турніру — він став називатись Ліга чемпіонів ОФК.
В сезоні 2009/10 переможцем турніру стала команда Хекарі Юнайтед (Папуа Нова Гвінея), перша команда-переможець не з Нової Зеландії та Австралії.

## Формат
З 2007 року по сезон 2009/10 у турнірі брали участь 6 команд, розбиті на дві групи по 3 команди. Кожна команда у групі проводила 4 матчі — по 2 матчі («вдома» і «в гостях») з усіма суперниками. Переможці груп потрапляли до фіналу, який складався з 2 матчів.
В сезонах з 2009/10 по 2011/12 у турнірі брали участь 8 команд.
Починаючи з сезону 2012/13 кількість команд-учасниць збільшилась до 12-ти. Формат також змінився: з'явився попередній раунд, в якому беруть участь 5 команд зі слабкіших чемпіонатів. Переможець попереднього раунду потрапляє до групового етапу. Груповий етап складається з двох груп та 6 матчів для кожної команди. В результаті клуби, що займуть перші та другі місця в групах потрапляють до двоматчового півфіналу, в якому визначаться учасники фіналу. Перший фінал в подібному форматі відбувся 19 травня 2013 року в Окленді.
У турнірі можуть взяти участь по одному представнику від кожної країни, яка є членом ОФК. Нова Зеландія має 2 місця в турнірі.

## Фінали
| 1987 | Аделаїда       | «Аделаїда Сіті» (Аделаїда)      | 1:1 (п. 4:1) | «Юніверсіті-Маунт-Веллінгтон» (Окленд) |
| 1999 | Наді і Лаутока | «Саут Мельбурн» (Мельбурн)      | 5:1          | «Нанді» (Нанді)                        |
| 2001 | Порт-Морсбі    | «Вуллонгонг Вулвз» (Вуллонгонг) | 1:0          | «Тафеа» (Порт-Віла)                    |
| 2005 | Папеете        | «Сідней» (Сідней)               | 2:0          | «Мажента» (Нумеа)                      |
| 2006 | Окленд         | «Окленд Сіті» (Окленд)          | 3:1          | «Пірае» (Пірае)                        |

| Ліга чемпіонів ОФК | Ліга чемпіонів ОФК             | Ліга чемпіонів ОФК | Ліга чемпіонів ОФК          |
| Сезон              | Переможець                     | Рахунок            | Фіналіст                    |
| ------------------ | ------------------------------ | ------------------ | --------------------------- |
| 2007               | «Вайтакере Юнайтед» (Окленд)   | 1:2, 1:0           | «Ба» (Ба)                   |
| 2007/08            | «Вайтакере Юнайтед» (Окленд)   | 1:3, 5:0           | «Косса» (Хоніара)           |
| 2008/09            | Окленд Сіті (Окленд)           | 7:2, 2:2           | «Колоале» (Хоніара)         |
| 2009/10            | «Хекарі Юнайтед» (Порт-Морсбі) | 3:0, 1:2           | Вайтакере Юнайтед (Окленд)  |
| 2010/11            | «Окленд Сіті» (Окленд)         | 2:1, 4:0           | Амікаль (Порт-Віла)         |
| 2011/12            | «Окленд Сіті» (Окленд)         | 2:1, 1:0           | Тефана (Фааа)               |
| 2012/13            | «Окленд Сіті» (Окленд)         | 2:1                | Вайтакере Юнайтед (Окленд)  |
| 2013/14            | «Окленд Сіті» (Окленд)         | 1:1, 2:1           | Амікаль (Порт-Віла)         |
| 2014/15            | «Окленд Сіті» (Окленд)         | 1:1 (п. 4:3)       | Тім Веллінгтон (Веллінгтон) |
| 2016               | Окленд Сіті (Окленд)           | 3:0                | Тім Веллінгтон (Веллінгтон) |
| 2017               | Окленд Сіті (Окленд)           | 3:0, 2:0           | Тім Веллінгтон (Веллінгтон) |
| 2018               | Тім Веллінгтон (Веллінгтон)    | 6:0, 4:3           | Лаутока (Лаутока)           |
| 2019               | Єнген Спорт (Єнген)            | 1:0                | Мажента (Нумеа)             |
| 2020               | не проводилася                 | не проводилася     | не проводилася              |
| 2021               | не проводилася                 | не проводилася     | не проводилася              |
| 2022               | Окленд Сіті (Окленд)           | 3:0                | Веню (Махінья)              |
| 2023               | Окленд Сіті (Окленд)           | 4:2 (дч)           | Сува (Сува)                 |
| 2024               | Окленд Сіті (Окленд)           | 4:0                | Пірае (Пірае)               |

## Переможці і фіналісти
| Клуб                                   | П  | Ф | Роки                                                                            |
| -------------------------------------- | -- | - | ------------------------------------------------------------------------------- |
| «Окленд Сіті» (Окленд)                 | 10 | 9 | 2006, 2008/09, 2010/11, 2011/12, 2012/13, 2013/14, 2014/15, 2015/16, 2017, 2022 |
| «Вайтакере Юнайтед» (Окленд)           | 2  | 4 | 2007, 2007/08, 2009/10, 2012/13                                                 |
| «Тім Веллінгтон» (Веллінгтон)          | 1  | 2 | 2014/15, 2018                                                                   |
| «Аделаїда Сіті» (Аделаїда)             | 1  | 1 | 1987                                                                            |
| «Саут Мельбурн» (Мельбурн)             | 1  | 1 | 1999                                                                            |
| «Вуллонгонг Вулвз» (Вуллонгонг)        | 1  | 1 | 2001                                                                            |
| «Сідней» (Сідней)                      | 1  | 1 | 2005                                                                            |
| «Хекарі Юнайтед» (Порт-Морсбі)         | 1  | 1 | 2009/10                                                                         |
| «Амікаль» (Порт-Віла)                  |    | 2 | 2010/11, 2013/14                                                                |
| «Юніверсіті-Маунт-Веллінгтон» (Окленд) |    | 1 | 1987                                                                            |
| «Наді» (Наді)                          |    | 1 | 1999                                                                            |
| «Тафеа» (Порт-Віла)                    |    | 1 | 2001                                                                            |
| «Мажента» (Нумеа)                      |    | 1 | 2005                                                                            |
| «Пірае» (Пірае)                        |    | 1 | 2006                                                                            |
| «Ба» (Ба)                              |    | 1 | 2007                                                                            |
| «Косса» (Хоніара)                      |    | 1 | 2007/08                                                                         |
| «Колоале» (Хоніара)                    |    | 1 | 2008/09                                                                         |
| «Тефана» (Фааа)                        |    | 1 | 2011/12                                                                         |
| «Лаутока» (Лаутока)                    |    | 1 | 2018                                                                            |

### За країною
| Країна               | П  | Ф  |
| -------------------- | -- | -- |
| Нова Зеландія        | 10 | 14 |
| Австралія            | 4  | 4  |
| Папуа Нова Гвінея    | 1  | 1  |
| Вануату              |    | 3  |
| Фіджі                |    | 2  |
| Соломонові Острови   |    | 2  |
| Французька Полінезія |    | 2  |
| Нова Каледонія       |    | 1  |